# Plochonos Parinův
Plochonos Parinův (Callanthias parini) je paprskoploutvá ryba z čeledi plochonosovití (Callanthiidae).
Druh byl popsán roku 1984 ichtyologem Williamem D. Andersonem a G. D. Johnsonem.

## Popis a výskyt
Maximální délka ryby je 17,9 cm.
Tělo podlouhlé, zploštělé, oranžové barvy. Hlava oranžová. Hřbetní a řitní ploutve žlutooranžové, prsní a ocasní ploutev oranžová.
Byla nalezena ve vodách jihovýchodního Pacifiku: hřeben Nazca.